# Margarites salmoneus
Margarites salmoneus är en snäckart som först beskrevs av Carpenter 1864.  Margarites salmoneus ingår i släktet Margarites och familjen pärlemorsnäckor. Inga underarter finns listade i Catalogue of Life.